# Греческий батальон Балаклавы

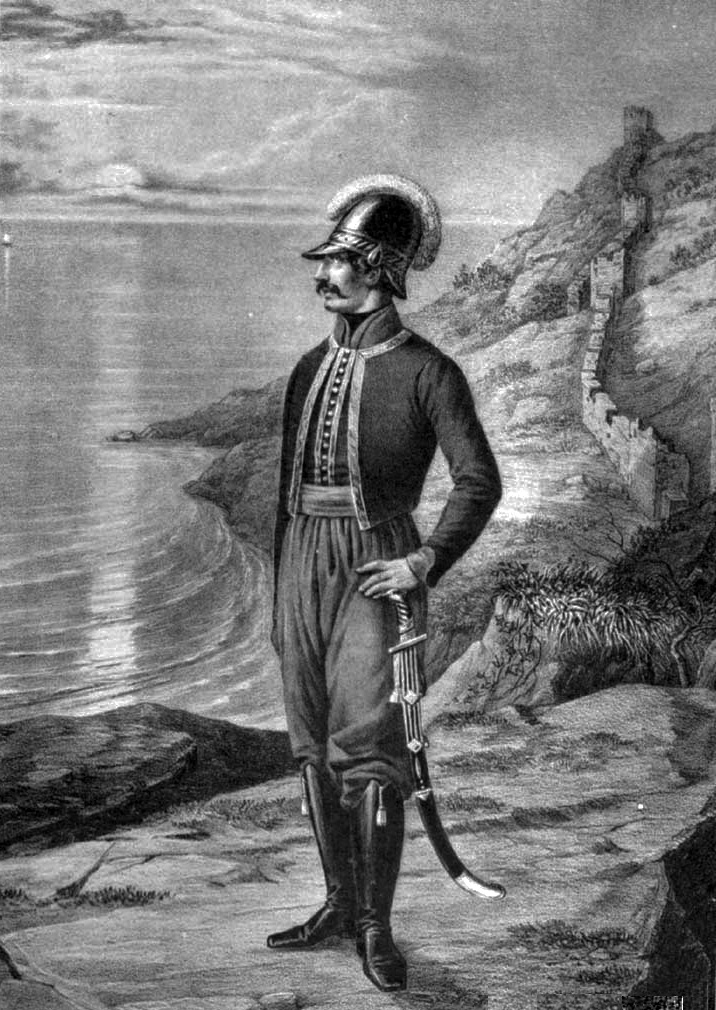
Офицер Греческого батальона Балаклавы

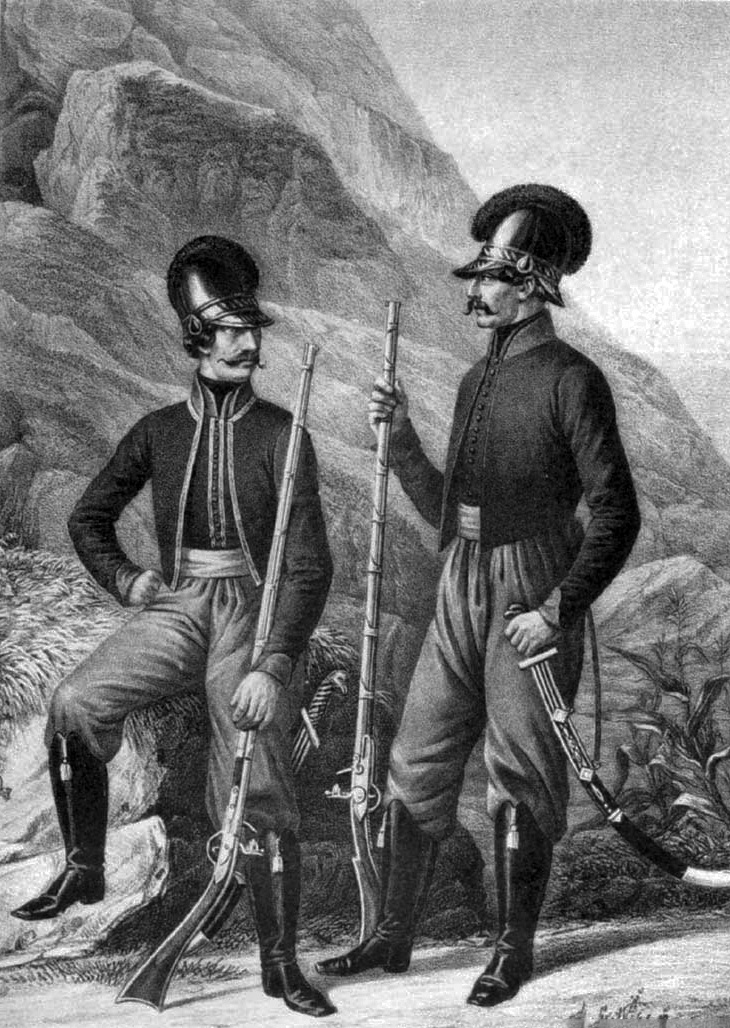
Унтер-Офицер и Рядовой Балаклавского Греческого Пехотного Батальона, 1797—1830.

Греческий батальон Балаклавы — в Российской империи часть албанского войска; воинская часть императорской русской армии, которая участвовала в русско-турецких войнах в 1768—1774, 1787 −1792 и 1806—1812 годах, а также в Крымской войне. Состоял из греков, поселённых в районе селения Балаклава. 

## Предыстория создания батальона
В 1779 году, защищая христианское население и одновременно подрывая экономику Крымского ханства, Российская империя вывела из Крыма 32 тыс. из коренного греческого населения Тавриды, а также армян. Переселенцы поселились на северном побережье Азовского моря, в районе сегодняшнего Мариуполя. Но почти сразу же, в результате русско-турецкой войны и Архипелагской экспедиции русского флота, Россия стала ещё более поощрять начавшуюся с 1762 года миграцию греков из континентальной Греции и островов Архипелага на её новые причерноморские земли и в Крым.
В результате вызванного Архипелагской экспедиции восстания греческого населения (Пелопоннесское восстание), его поражения и кровавого террора учинённого османами наблюдался массовый исход в Австрию, Венгрию и Россию.
Во время Архипелагской экспедиции из греческих повстанческих отрядов было укомплектовано 8 батальонов, составивших Греческое войско. Они были направлены на флот под командование А. Орлова и участвовали в сражениях против турок.
После окончания войны многие из участников восстания, чтобы избежать преследований, были переселены вместе со своими семьями в Крым. Важную роль при этом сыграл сам А.Орлов. Переезд производился под покровительством императрицы, сохранялись прежние воинские чины и жалование. В 1775 году в Петербург прибыла делегация греков, под началом прославившегося во время войны С. Мавромихалиса, ставшему к этому времени полковником и первым командиром Балаклавского батальона. Итогом его поездки стал Высочайший рескрипт на имя Алексея Орлова. В нём подтверждались льготы, обещанные грекам, меры по их переселению и обустройству предписывалось предпринять непосредственно графу Орлову. В 1775 году греками начинают заселяться Керчь и Ениколь в Азовской губернии. В том же году Потёмкин, Григорий Александрович был назначен генерал-губернатором Новороссийской и Азовской губерний. Греки сыграли особую роль в деле присоединения Крыма и изгнании Османской империи из региона.
После подписания Кючук-Кайнарджинского мирного договора была объявлена независимость Крыма от Турции. В 1777—1778 годах, при поддержке турок, восстали крымские татары. Грекам выпала особая роль в их усмирении, они также приняли участие в боях за Кафу (Феодосия) и занятии Судака, занятых турецкими войсками. За проявленную отвагу греки были награждены хвалебным аттестатом. После усмирения татар, Потёмкин начал формировать греческий пехотный полк из 20 рот. Этим шагом Потёмкин обеспечил Крым от возможной высадки турецкого десанта и предупреждение нового мятежа татар. Малоизвестная горная местность и отсутствие дорог способствовали иррегулярной войне. По этой причине в Крыму было необходимо держать подвижные отряды, с опытом горной войны. Из переселённых греков был сформирован пехотный полк, который был расквартирован в Балаклаве. Полк нёс кордонную службу от Севастополя до Феодосии и надзор за порядком на полуострове. В окрестности Балаклавы грекам были выделены земли близ современных пригородов и сёл Оборонное и Чернореченское. Высочайшим повелением от 18 февраля 1784 года предписывалось: «Балаклаву исправя, как она есть, содержать её поселенным тут греческим войском». Солдаты поселились в Балаклаве со своими семьями, в общей сложности около 500 взрослых в 1778 году. Число возросло до 1700 в 1802 году.
В. Х. Кондараки писал, что в силу малого числа женщин : «Греки начали бесцеремонно похищать у татар и караимов дочерей и, женившись на них, упрочнили своё племя». Указом Императрицы в Балаклаве было запрещено иметь недвижимость лицам, не принадлежащим к греческому войску. Командир войска получил 240 дес. земли, офицерам было назначено по 60 дес., нижним чинам — по 20 дес. Потёмкин объявил об освобождении греков от податей и о даровании им земли в пожизненное пользование.
В 1787 году началась новая русско-турецкая война. Большая часть греков была отправлена на флот под командование контр-адмирала Войновича. Оставшиеся в Балаклаве несли кордонную службу. Греки были направлены на флотилию гребных судов и сражались в Днепровском лимане под командованием полковника С. Мавромихали. Они участвовали в разгроме турецкого флота в лимане (6 июля 1787 года) и в уничтожении флота начальником Днепровской гребной флотилии, принцем Нассау Зигеном (1 июля 1788 года), в сражении у Кинбурнской косы (октябрь 1787), были участниками взятия Очакова (декабрь 1788).
В 1789 году греки под командованием контр-адмирала Ф. Ф. Ушакова участвовали в экспедиции у берегов Анатолии. Они также участвовали в сражениях 8 июля 1790 года Еникальского пролива и Кубани и в морском сражении 28-29 августа 1790 года возле острова Тендра. После окончания войны греки вернулись в Балаклаву и продолжали патрулирование таврического побережья от Севастополя до Феодосии.

## «Амазонки» батальона

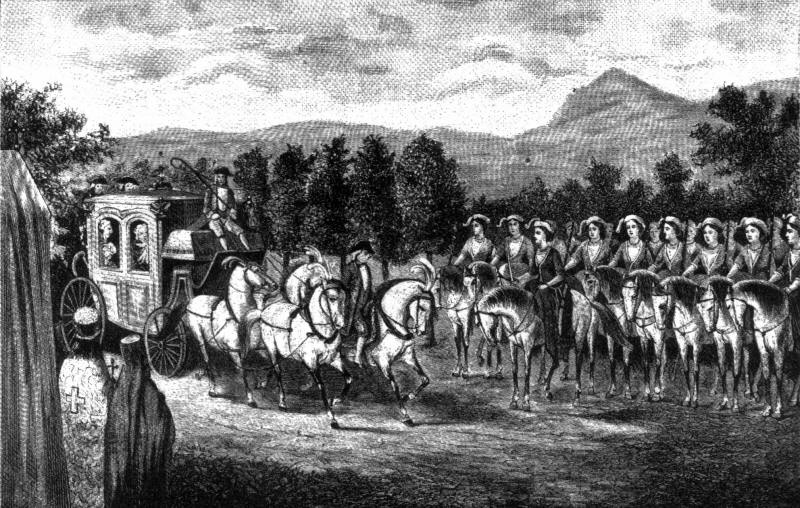
Амазонская рота встречает Екатерину II в Крыму

В 1787 году Екатерина II начала инспекционное турне в Тавриде, которое продлилась с января по июль. В турне были приглашены дипломатические представители Англии, Франции, король Польши Станислав Понятовский и император Австрии Иосиф II. Целью турне было показать экономические и военные возможности России и вновь приобретённых территорий. По этому случаю Потёмкин был вдохновлён на формирование воинской части из женщин, как инсценировка мифических амазонок. По приказу командира K. Запониса и его друга П. Сарантиса (Сарантова) были привлечены около ста жён и дочерей греческих солдат, которые сформировали «батальон амазонок» во главе с Еленой Ивановной Сарантовой, женой Иоанниса Сарантоса. Последний был другом Потёмкина, а затем был назначен советником в суде Крыма. Женщины прошли интенсивную военную подготовку в езде, фехтовании и стрельбе. 24 мая (4 июня) 1787 года «батальон Амазонок» встретил Екатерину в селе Кадыкей, на коне, в красочной форме, вооруженные винтовками с длинным стволом. Зрелище впечатлило иностранных посетителей, Иосиф II выразил удовлетворение объятиями, а также посещением лагеря батальона в то время как другие дипломаты отметили его как часть захватывающих событий, организованных Потёмкином, чтобы произвести впечатление на Екатерину и зарубежных гостей. Елене Сарантовой было присвоено звание капитана, а также бриллиантовый браслет. Батальон был награждён суммой в 10 000 рублей. «Амазонки» сопровождали Екатерину в турне и «растворились» после его завершения.

## Последующие годы
30 января 1797 года указом Павла I греческий пехотный полк был переведен в ведомство военной коллегии под названием Греческого батальона. В соответствии с императорским указом от 4 апреля 1797 года, батальон состоял из трёх рот, каждая из которых насчитывала 100 солдат. Вместе с офицерами и другими сотрудниками его численность достигала 396 человек. С 1787 года были утверждены красно-зелёная форма и вооружение, которые просуществовали до 1833 года. Организация батальона и его операции были произведены по образцу вооружённых подразделений казаков Дона, поскольку они были ближе к греческому характеру и традициям. 4 апреля 1797 года было установлено место расположения батальона — от Георгиевского монастыря до Феодосии. За время существования батальона его командирами были капитан Стефанос Мавромихалис (1775—1779, 1794—1801), майор Константин Запонис (1790—1794), Ламбро Качиони (национальный герой Греции и русский офицер), генерал Ревелиоти, Феодосий (1809—1831) и подполковник Ликург Ламбрович Качиони (1831—1859).
Предпринимались попытки, по аналогии с Балаклавским греческим батальоном, сформировать подразделение из греков, осевших в Одессе. В 1819 году часть личного состава расформированного Греческого батальона Одессы была переведена в Балаклаву.
В 1812 году батальон нёс кордонную службу и поддерживал порядок в Крыму. В том же году майор Ревелиоти во главе части батальона разогнал пытавшихся поднять мятеж татар. Батальон нёс карантинную службу во время эпидемий в Крыму, включая эпидемию чумы 1812 года. В 1829 году в Севастополе была вновь вспышка чумы. В 1830 году в Крыму была вспышка холеры. Несение карантинных кордонов, оцепление участков, охваченных эпидемией, позволили локализовать её и не дать ей распространиться по югу России. Батальон был отмечен императором Александром I во время его посещения Крыма в 1818 и в 1825 году. В обоих случаях батальон нёс караульную службу при императоре. Александр I сделал многое для Греческого батальона. При нём была учреждена пенсия отличившимся, увеличено жалование офицеров, расширены наделы и обеспечены землёй безземельные. Александр позаботился и о судьбе детей и вдов погибших греков, в Балаклаве были открыты школы. В 1837 году Крым посетил Николай I. Грекам было вновь поручено несение караульной службы при Императоре. В 1842 году две роты из греческого батальона были переведены для службы на Кавказ, где они и находились до начала Крымской войны (1853—1856).

## Крымская война
В Крымскую войну батальон вступил под командованием полковника Матвея Афанасьевича Манто, который возглавлял его с 1848 года.
После попытки остановить союзников в сражении на Альме, русская армия отошла к Севастополю, оставив открытой дорогу на Балаклаву. Численность городского гарнизона, который составляли подразделения батальона, составляла 118 чел. В деревнях вокруг города были заблаговременно выставлены наблюдательные посты. В пять часов вечера 13 сентября одним из постов были замечены армейские подразделения, идентифицированные как английские.
Вечером 13 сентября М. А. Манто поручил казначею батальона эвакуировать знамёна, однако приказ не был выполнен, и они были закопаны в саду у одного из унтер-офицеров.
В ночь с 13 на 14 сентября 1854 года англичане подошли к Балаклаве. Их авангард численностью 3 — 4 тыс. чел., при приближении к городу, у городского шлагбаума, был неожиданно встречен ружейным и пушечным огнём. По истечении часа боя, когда противник предпринял попытку обхода с фланга, командир отдал приказ отступать. В этой перестрелке был ранен только один солдат батальона — рядовой Константин Леонтьев. Далее батальон закрепился в развалинах Генуэзской крепости. В распоряжении защитников имелось всего четыре мортиры.
Не ожидавшие обстрела, англичане открыли артиллерийский огонь, но в спешке их снаряды пошли через крепость. С другой стороны Крепостной горы на рейд встали британские корабли. Защитники крепости стали обстреливать бухту. Англичане начали стрелять через крепость в направлении города, откуда и происходил обстрел бухты, нанося урон английской пехоте. В неразберихе артиллерия английского сухопутного корпуса обстреливала крепость и английский флот, а английский флот обстреливал английский сухопутный корпус. Неразбериха продолжалась около шести часов, пока не закончились снаряды у защитников крепости . Только после этого англичане пошли на приступ. Гарнизон сопротивлялся до последней возможности. Раненый полковник Монто, шесть офицеров и около 60 солдат, почти все раненные, попали в плен. Поражённые храбростью горстки греков, англичане, допрашивая командира роты капитана С. М. Стамати, спросили на что он надеялся, пытаясь ротой удержать войсковое соединение? На что получили ответ: «Безусловно, сдачей я навлёк бы на себя и гнев моего начальства и ваше презрение, теперь же совесть моя спокойна, я выполнил свой долг до конца».
Борис Акунин заявил, что героическая оборона Балаклавы солдатами и отставниками Греческого батальона должна была стать хрестоматийным эпизодом русской истории.
Часть греков прорвалась в горы. Но в районе перевала Байдарские ворота они попали в татарскую засаду. Героизм и навыки солдат батальона позволили им отбить татар и дойти до Ялты, где они были встречены русскими отрядами. После короткого отдыха, греки несли караульную службу на побережье. Благодаря им удалось подавить попытку к мятежу местных татар, и воспрепятствовать высадке английского десанта у Ялты. Две роты батальона, отправленные до войны на Кавказ, с началом боевых действий в Крыму запросили перевод в Севастополь, но при переправе с Тамани в Феодосию были перехвачены французскими военными кораблями. В силу того, что они находились на транспортном судне и сопровождали раненых, они были вынуждены сдаться. Но пленные завязывали драку с турками, в связи с чем их охрану пришлось нести французам. Греки требовали к себе уважительного отношения и защищали своё достоинство силой.

## Расформирование
После окончания Крымской войны батальон утратил своё значение, поскольку положение дел в Крыму изменилось. Батальон был расформирован в 1859 году. Те, кто пожелал нести военную службу, были переведены в регулярные полки.